# Casper (Wyoming)
Casper è una città e capoluogo della contea di Natrona, Wyoming, Stati Uniti. Casper è la seconda città più grande dello stato, secondo il censimento del 2022, con una popolazione di 58 543 abitanti. Solo Cheyenne, la capitale statale, è più grande. Casper è soprannominata "The Oil City" e ha una lunga storia di boomtown del petrolio e cultura dei cowboy, risalente allo sviluppo del vicino Salt Creek Oil Field.
 Nel 2010, Casper è stata nominata la più piccola città a misura di famiglia del West, e si è classificata ottava nella classifica della rivista Forbes "delle migliori piccole città per crescere una famiglia".
Casper è situata nel Wyoming centro-orientale, ai piedi della Casper Mountain, all'estremità nord delle Laramie Mountains, lungo il fiume North Platte.

## Geografia fisica

### Territorio
Secondo lo United States Census Bureau, ha un'area totale di 27,24 mi² (70,55 km²).
L'Interstate 25, che si avvicina a Casper da nord e da est, è la principale via di trasporto da e per la città. Le città immediatamente adiacenti a Casper sono Mills, Evansville e Bar Nunn. Le aree non incorporate comprendono Allendale, Dempsey Acres, Red Buttes, Indian Springs e molte altre.

### Clima
Casper, come la maggior parte del resto del Wyoming, ha un clima semi-arido (classificazione dei climi di Köppen BSk), con inverni lunghi, freddi ma secchi, estati calde ma generalmente asciutte, primavere miti e autunni brevi e freddi. I valori massimi vanno da 0 °C (32 °F) in gennaio a 31,1 °C (88 °F) in luglio e agosto. Le temperature tipicamente precipitano durante le notti estive, con una variazione media della temperatura diurna che si avvicina a 19 °C (35 °F). La neve può cadere pesantemente durante i mesi invernali, con un picco a gennaio e cade normalmente anche a maggio e ottobre, più raramente in settembre. Le precipitazioni sono maggiori in primavera e all'inizio dell'estate, ma anche in questo caso il livelli sono bassi. Le massime raggiungono i 32,2 °C (90 °F) per mediamente per 31 giorni all'anno, mentre si mantengono sotto i 0 °C mediamente per 46 giorni. Le minime scendono a −17,8 °C (0 °F) durante le notti invernali per una durata media di 18 giorni.

## Storia
La città fu fondata ad est dell'ex sito di Fort Caspar, che fu costruito durante la migrazione di massa della metà del XIX secolo di cercatori di terra lungo le piste dell'Oregon, della California e dei Mormoni. L'area era la sede di numerosi traghetti che offrivano il passaggio attraverso il fiume North Platte nei primi anni 1840. Nel 1859, Louis Guinard costruì un ponte e un trading post vicino ai luoghi dei traghetti originali.
Il governo inviò una guarnigione militare nelle vicinanze per proteggere il telegrafo ed il servizio postale al comando del tenente colonnello William O. Collins. Gli attacchi degli indiani d'America sono aumentati dopo il massacro di Sand Creek in Colorado nel 1864, con conseguente incremento delle truppe inviate sul luogo, che ora si chiamava Platte Bridge Station. Nel luglio del 1865, il tenente Caspar Collins (figlio del colonnello Collins) fu ucciso da un gruppo di guerrieri indiani e tre mesi dopo la guarnigione fu ribattezzata Fort Caspar in suo onore. Nel 1867, alle truppe fu ordinato di abbandonare Fort Caspar per trasferirsi a Fort Fetterman, a valle sul North Platte lungo il Bozeman Trail.
La città di Casper fu fondata molto tempo dopo la chiusura del forte, durante la costruzione della Wyoming Central Railway: era uno dei primi rivali commerciali di Bessemer e Douglas, Wyoming. La mancanza di un punto di distribuzione di merci condannò Bessemer in favore di Casper. La presenza di un punto di distribuzione di merci fece di Casper il punto di partenza per gli "invasori" nella guerra della contea di Johnson. Il treno speciale noleggiato che trasportava gli uomini dal Texas si fermò a Casper.
 La città è chiamata "Casper", invece di "Caspar", onorando la memoria di Fort Caspar e del tenente Caspar Collins, a causa di un errore di battitura che si è verificato quando il nome della città è stato ufficialmente registrato.
La città ha ricevuto un numero significativo di visitatori durante l'eclissi solare del 21 agosto 2017, a causa della sua posizione lungo il percorso della totalità.

## Società

### Evoluzione demografica
Secondo il censimento del 2010, la popolazione era di 55 316 abitanti.

### Etnie e minoranze straniere
Secondo il censimento del 2010, la composizione etnica della città era formata dal 92,3% di bianchi, l'1,0% di afroamericani, lo 0,9% di nativi americani, lo 0,8% di asiatici, il 4,9% di altre etnie. Ispanici o latinos nel loro complesso erano il 7,4% della popolazione.

### Economia
Casper è un centro regionale di banche e commercio.
Dopo la scoperta del petrolio greggio nella regione durante il 1890, Casper divenne il centro dell'industria petrolifera regionale. Il petrolio ha avuto un ruolo importante nella sua storia fin quasi dall'inizio. Il petrolio fu scoperto per la prima volta nel famoso Salt Creek Oil Field nel 1889, a circa 40 miglia (64 km) a nord di Casper; la prima raffineria di Casper fu costruita nel 1895. Da allora la città ha ospitato una raffineria, anche se nel corso degli anni sono state costruite e chiuse diverse raffinerie. Ancora all'inizio degli anni '80, la città era vicina o ospitava tre raffinerie. Quello sopravvissuto, gestito dalla Sinclair Oil Corporation, si trova nelle vicinanze di Evansville. Lo sviluppo dei giacimenti di carbone e uranio del Wyoming negli ultimi decenni ha aiutato Casper a continuare il suo ruolo di centro nell'industria energetica. Casper Wind Farm ha iniziato le operazioni vicino a Casper nella contea di Natrona e dispone di 11 turbine con una capacità di generazione di 16,5 MW. Energy Transportation Inc. ha sede a Casper. Questa azienda di logistica trasporta componenti in sovrappeso e fuori misura utilizzati nel settore dell'energia eolica. La discarica di Casper è anche un sito di smaltimento delle pale dei mulini a vento.